# 環境法
環境法（かんきょうほう、英語: environmental law）とは、環境（生活環境・自然環境）の保護に関連する法、ないしそれを扱う法学上の分野。

## 体系
環境法の扱う法令ないし条約については、様々な分類がなされる。規制の対象に着目すれば、公害法と自然保護法に大別されるとされる。各環境法は整合性を保つため規制基準等は同一性が高い。また、環境問題に対する国際的な取組みを目指す条約などを扱うものは、国際環境法と呼ばれる。さらに、環境問題（環境犯罪）に対して刑罰権を発動する場合を扱う環境刑法という分野や、企業が主たる環境汚染の主体となっている事実から、環境問題に企業法から検討を加える企業環境法という分野も生まれている。なお、現実の係争案件については既存の刑法や、民法の不法行為における損害賠償請求、国家賠償法などの法律で争われている場合がある。

## 歴史
環境法とは、環境問題に対処するための法である。そのような法のうち最も古いものが1273年のイギリスにおいて制定された煤煙規制法であるといわれる。これは、石炭の煤煙による悪臭などによって首都ロンドンの環境が悪化したため、当時の国王であったエドワード1世が石炭の燃焼を禁止したものである。これによってもロンドンの大気汚染は解消せず、1661年に発表されたジョン・イベリン (John Evelyn) の著書“Fumifugium”にも、その惨状が記録されている。しかし、彼以降こうした大気汚染に対して真摯に取り組む研究者はほとんど現れず、よって法規制が行われることも稀であった。その後、イギリスでは 産業革命の進展によって大気汚染などの公害問題が深刻化し、これによる死亡率の上昇という事態に至るが、それでもなお、環境法規制の整備は進まなかった。
20世紀になると、公害が国境を越える事例が、裁判において争われるようになる。その先駆けともいえるのがトレイル溶鉱炉事件 (Trail Smelter Case) である。これはカナダブリティッシュコロンビア州にある溶鉱炉から排出された亜硫酸ガスの影響が、国境を越えたアメリカ合衆国ワシントン州にまでおよび、そこの農作物や自然環境に被害を与えた事件である。この事件は仲裁裁判に付託され、1941年に判決された。判決では、国家が他国に公害による被害を与えるような方法で国土を使用したり、その使用を許容したりすることはできないというものであった。
しかし、本格的な環境法が登場・発展するのは、第二次世界大戦が終わり、世界が経済発展を始めたために環境問題が地球的規模で深刻化する20世紀に入ってからである。前述したように古くから大気汚染に悩まされてきたロンドンの状況は、さらに悪化した。特に1952年12月4日のロンドン・スモッグは有名で、2週間に4,000人が死亡し、それ以上の人々が呼吸器障害に陥った。これは1956年に大気浄化法が制定されてからもしばらく続いた。これよりも少し前に規模は小さいものの同様の公害を経験したアメリカ合衆国では1955年に大気浄化法が制定され、大気汚染解消の技術開発促進を図った。同法はその後幾度か改正され、1970年大気浄化法改正法（マスキー法）による国家的な取組みにより大気汚染の解消を図った。
こうした公害は、石炭から石油へとエネルギー源が交代するエネルギー革命によって拍車がかかり、地球規模の国際問題となった。こうした状況を受け、スウェーデンが提案した国連人間環境会議が1972年6月5日から16日にかけてストックホルムにおいて開催された。「かけがえのない地球」を合言葉に、国際連合という国際的な枠組みにおいて開催されたこの会議は、各国政府が環境問題に関しての国際協力を目指した史上初めての国際会議であったといえる。同会議は環境保全のために世界が共有すべき26の原則からなる人間環境宣言（Delaration of the United Nations Conference of the Human Environment）を採択して閉幕した。この宣言では環境問題の改善が全人類の願いであるとし、天然資源の枯渇やリサイクル問題、野生動物保護、有害物質の排出規制、途上国の環境対策に対する援助、そして兵器による環境汚染といった、その後の世界において主要な論点となる問題の多くを含むものであった。
1972年12月には、上記宣言を具体化するために、国連環境計画（United Nations Environment Programme、略称はUNEP）が設立された。
1982年、国連人間環境会議開催10周年を記念してナイロビで行われた会議（ナイロビ会議）では、公害輸出や核廃棄物の海洋投棄といった新たな問題を指摘したナイロビ宣言（Nairobi Declaration）が採択された。この間、フロンガスによるオゾン層の破壊という新たな問題も提起された。これを受けて、国連環境計画はオゾン問題調整委員会を発足させ、1985年、オゾン層の保護のためのウィーン条約を採択するに至った。この条約は後に、1989年のモントリオール議定書という形で結実する。
1992年、ブラジルのリオデジャネイロにて行われた環境と開発に関する国連会議（United Nation Conference on Environment and Development、地球サミットともいわれる）は、史上最大の国際会議となり、環境と開発に関するリオ宣言 (Rio Declaration on Environment and Development)、アジェンダ21（Afenda 21）、森林原則声明（Statment of Forest Principles）が採択された。
その後、地球温暖化問題が注目を集め、二酸化炭素をはじめとする温室効果ガスの排出規制に対する国際的取組みが切望されることとなった。これには1997年の京都議定書によって一応の解決策が示されたものの、アメリカやオーストラリアが批准をしていないことから、その効果については疑問の声も多い。

## 各国の環境法

### 国際的な条約等
- 絶滅のおそれのある野生動植物の種の国際取引に関する条約（ワシントン条約、CITES（サイテス））
- 特に水鳥の生息地として国際的に重要な湿地に関する条約（ラムサール条約）
- 移動性野生動物種の保全に関する条約（ボン条約）
- 生物の多様性に関する条約（生物多様性条約） - 名古屋議定書
- 世界の文化遺産及び自然遺産の保護に関する条約（世界遺産条約）
- オゾン層の保護のためのウィーン条約 - モントリオール議定書
- 気候変動に関する国際連合枠組条約 - 京都議定書 - パリ協定
- 日米渡り鳥条約 等
- 国際捕鯨取締条約
- 北太平洋のオットセイの保存に関する暫定条約
- ソフト・ロー
  - 世界自然憲章
  - 環境と開発に関するリオ宣言
  - アジェンダ21
  - 森林原則声明